# Vlaamse JeugdHerbergen

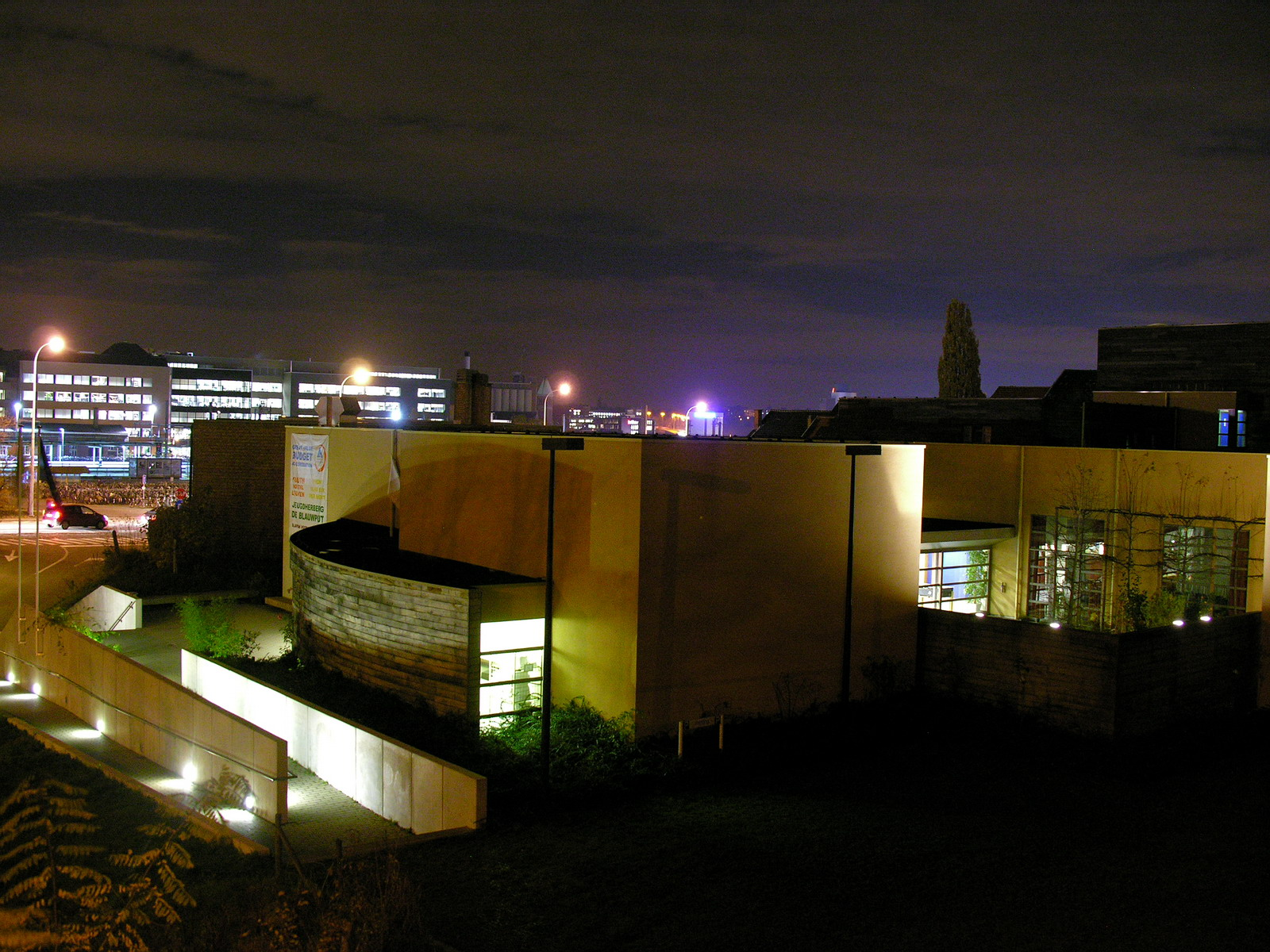
Jeugdherberg Blauwput, hostel in Leuven vlak aan de achterzijde van het station

Vlaamse Jeugdherbergen (VJH) is een Vlaamse keten van 18 jeugdherbergen.
Vlaamse Jeugdherbergen is in 1931 opgericht als de Vlaamse Jeugdherbergcentrale (VJC). Nadien werd de naam gewijzigd in Vlaamse Jeugdherbergen. De centrale administratie bevindt zich in de Beatrijslaan in Antwerpen op Linkeroever.
De organisatie richt zich naast rugzaktoeristen ook op jonge gezinnen, senioren en groepen en scholen. Vlaamse Jeugdherbergen is aangesloten bij en was stichtend lid van Hostelling International, een internationaal netwerk van meer dan 4000 hostels wereldwijd. 

## Jeugdherbergen in Vlaanderen

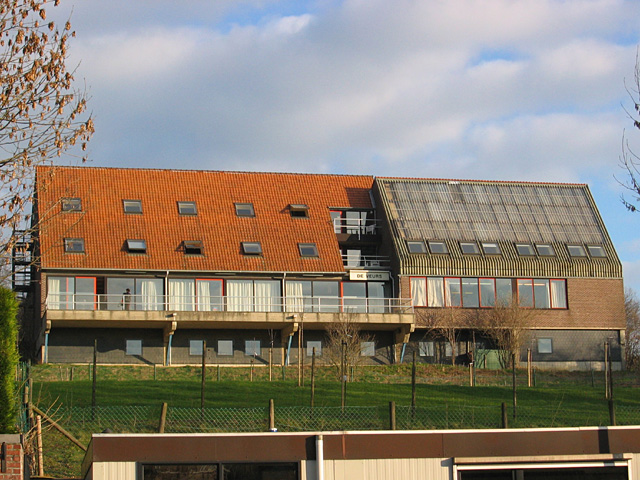
Jeugdherberg De Veurs in Sint-Martens-Voeren

Er zijn 18 jeugdherbergen aangesloten bij de VJH waarvan er 16 in Vlaanderen zijn gelegen (Sankt Vith en Brussel niet). Deze zijn gevestigd in de volgende plaatsen:
1. Antwerpen
2. Bokrijk
3. Brugge
4. Dudzele (Brugge)
5. Brussel
6. Geraardsbergen
7. Gent
8. Hasselt
9. Kortrijk
10. Leuven
11. Lier
12. Maldegem
13. Oostduinkerke
14. Oostende
15. Sankt Vith
16. Voeren
17. Westerlo
18. Zoersel